# Cyclamen africanum
Cyclamen africanum là một loài thực vật có hoa trong họ Anh thảo. Loài này được Boiss. & Reut. mô tả khoa học đầu tiên năm 1852.

## Hình ảnh

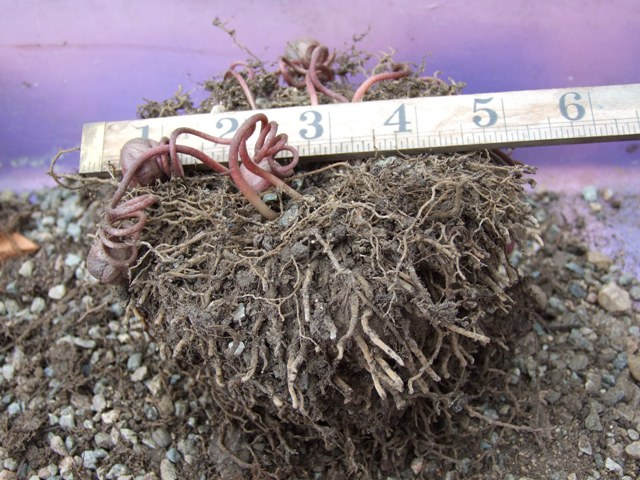
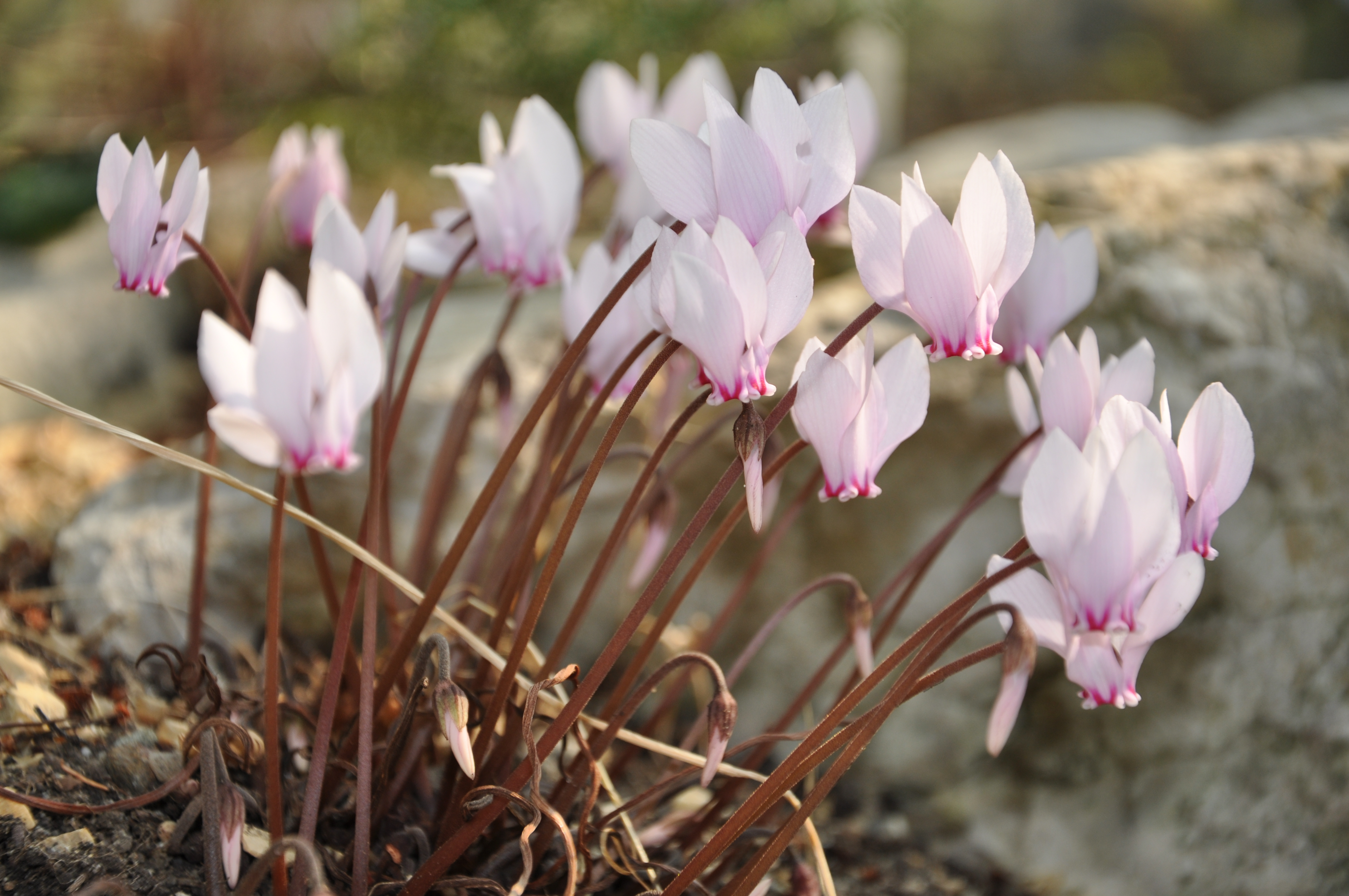
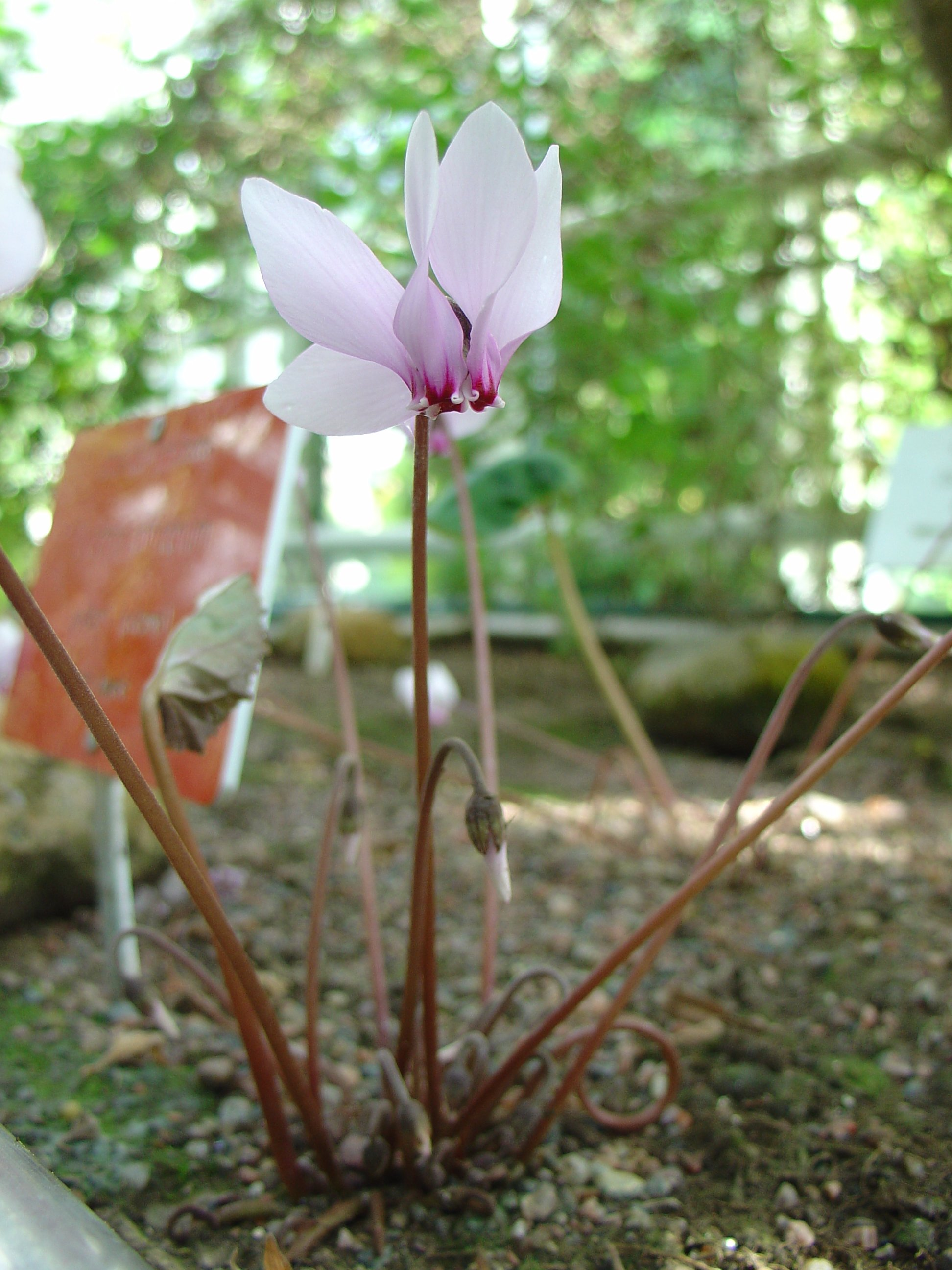
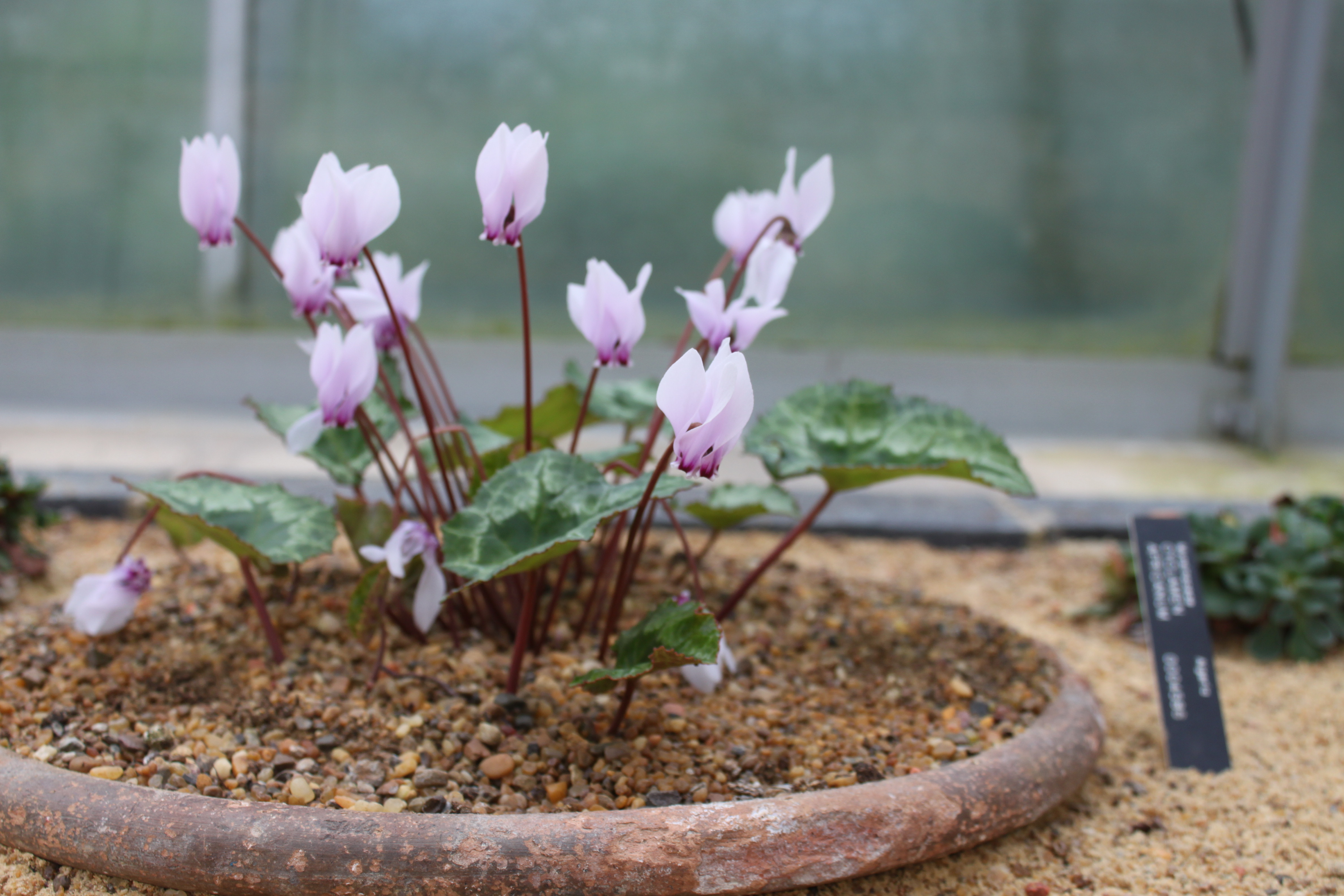